# Ludwig Joseph Beck
Ludwig Joseph Beck (auch Joseph Ludwig Beck, Ludwig Josef Beck und Josef Ludwig Beck; * 13. November 1738 in Gernsheim, Kurmainz, Heiliges Römisches Reich; † 3. März 1816 in Limburg an der Lahn, Herzogtum Nassau, Rheinbund) war ein deutscher Geistlicher und Generalvikar.

## Leben
Ludwig Joseph Beck wurde 1738 in Gernsheim als Sohn von Philipp Ludwig Beck und dessen Frau Maria Esther Heert geboren.
Er studierte an der Universität Mainz Theologie und promovierte zum Dr. theol. und Dr. iur. utriusque. 1761 wurde er in Mainz zum Priester geweiht. Im Anschluss war er Hauskaplan bei Freiherr von Eltz-Rübenach zu Eltville. 1770 präsentierte dieser ihn als Pfarrer von Kempenich, Brohltal. 1775 wurde er zum Geistlichen Rat, Assessor am Offizialat und Fiskal am Koblenzer Vikariat ernannt. 1779 wurde er Kanoniker in St. Paulin in Trier und im Jahr darauf Geheimer Rat und Staatsreferendar in der Geheimen Konferenz. 1782 wurde er Offizial und 1786 Probst von St. Martin in Oberwesel. 1786 verhandelte er als Vertreter des Erzbischofs von Trier die Emser Punktation.
1794 wurde der linksrheinische Teil des Erzbistums Trier infolge des Ersten Koalitionskriegs von Frankreich erobert und Beck erhielt die Jurisdiktion der rechtsrheinischen Teile mit Sitz in Limburg an der Lahn übertragen. 1800 wurde ein Vikariat Limburg errichtet. 1803 wurde Kurtrier aufgelöst und er wurde Generalvikar mit Sitz in Limburg und 1807 Kommissar des Archidiakonates Dietkirchen. Nach dem Tod von Kurfürst Clemens Wenzeslaus von Sachsen erlosch sein Amt als dessen Generalvikar.
Kirchenrechtlich war damit der Bischof des nächstgelegenen Bistums zuständig, Karl Theodor von Dalberg. Damit war jedoch der Herzog nicht einverstanden und forderte Beck auf, sich an das noch fortbestehende Domkapitel der rechtsrheinischen Kölner Restdiözese in Deutz zu wenden. Da es hier jedoch ebenfalls keinen Bischof gab, war dieses Vorgehen für die nassauischen Katholiken keine Lösung. Die drei Landdechanten lehnten diesen Vorschlag daher ab und regten stattdessen an, den Trierischen Domdekan Johann Philipp Graf von Kesselstatt als Vertreter des Trierer Domkapitels zu bitten, Beck zum Generalvikar zu ernennen. Auch damit war die Regierung des Herzogtums Nassau zunächst nicht einverstanden. Nachdem sie schließlich doch eingewilligt hatte, war es nun Beck selbst, der Bedenken äußerte. Der Konflikt wurde dadurch gelöst, dass Dalberg Kesselstatt beauftragte, die Ernennung vorzunehmen. So konnte die nassauische Regierung sich darauf berufen, das Bistum Trier habe die Ernennung vorgenommen; Beck hingegen konnte auf das bischöfliche Mandat Dalbergs verweisen. Er fungierte somit als Vicarius capitulie sede vacante.